# Champness Glacier
Champness Glacier är en glaciär i Antarktis. Den ligger i Östantarktis. Nya Zeeland gör anspråk på området. Champness Glacier ligger 1 020 meter över havet.
Terrängen runt Champness Glacier är huvudsakligen kuperad, men söderut är den bergig. Trakten är obefolkad. Det finns inga samhällen i närheten. 